# Stolnica v Oviedu
Metropolitanska stolnica bazilika Svetega Odrešenika ali Stolnica San Salvador (špansko Catedral Metropolitana Basílica de San Salvador, latinsko Sancta Ovetensis) je rimskokatoliška cerkev in manjša bazilika v središču Ovieda v avtonomni skupnosti Asturija na severu Španije.
Stolnica danes prikazuje vrsto arhitekturnih slogov, od predromanskega do baročnega, vključno z romanskimi, gotskimi in renesančnimi deli.

## Zgodovina
Cerkev se je začela kot velika predromanska bazilika na sedanji lokaciji gotske stolnice, vendar o tej prvi stavbi, zgrajeni po naročilu kralja Alfonza II. Asturskega, ni znano nič.
Stolnico je ustanovil asturski kralj Fruela I. leta 781 našega štetja, leta 802 pa jo je povečal njegov sin Alfonz II., znan kot Alfonz Lepi, ki je Oviedo naredil za prestolnico Kraljevine Asturije in prebival v Oviedu s svojim dvorom. Leta 810 je ustanovil sedež rimskokatoliške nadškofije Oviedo. Sedanjo stavbo je začel leta 1388 graditi toledski škof Gutierre, stolp pa je leta 1528 dodal kardinal Francisco Mendoza de Bobadilla.
Stolnico je v 12. stoletju obnovil nadškof, kronist Pelagij iz Ovieda. Škof Fernando Alfonso (1296–1301) se je lotil še ene obnove kapitlja, njegov naslednik Fernando Alvarez (1302–1321) pa je začel graditi križni hodnik. Konec 13. stoletja je Gutierre de Toledo začel novo gotsko baziliko, glavno kapelo z njenimi kraki, čeprav jo je dokončal njegov naslednik Guillén. Diego Ramirez de Guzmán (1421–41) je zgradil dve kapeli južnega transepta (zdaj nadomeščena z zakristijo), stari vhod v cerkev in galerijo križnega hodnika, ki meji na kapitelj. Alonzo de Palenzuela (1470–85) je dokončal drugi del transepta. Juan Arias (1487–97) je v ladji pustil svoj pečat, fleur-de-lys (lilije) in štiri školjke pokrovače. Juan Daza (1497–1503) je postavil rešetko kora; Valerano (1508–12) je dodal vitraje. Diego de Muros, ustanovitelj velike šole v Salamanci, znane kot Oviedo, je dodal grebene verande, ki sta jo izdelala Pedro de Bunyeres in Juan de Cerecedo, medtem ko sta Giralte de Bruselas in Juan de Balmaseda v letih 1512 do 1517 dokončala rezbarjenje dragocene oltarne slike, ki jo je naročil Valeriano Órdoñez de Villaquirán. Cristóbal de Rojas (1546–56) je svoj grb pritrdil na dokončan stolp s svojo osmerokotno piramido, eno od čudes gotske arhitekture.

## Opis
Začetki stolnice v Oviedu segajo v pozno 8. stoletje, ko je kralj Alfonz II. Asturski spodbujal gradnjo bazilike v jedru novo ustanovljenega kraljevega dvora Kraljevine Asturije (regia sedes): kar danes ustreza najstarejšemu delu zgodovinskega središča Ovieda je bil takrat politični in verski kompleks, ki je vključeval kraljevo palačo, več cerkva, samostanov, kopališč, hlevov itd. Ta preprosta bazilika je bila posvečena Svetemu Odrešeniku in apostolom ter zgrajena v tipičnem predromanskem  asturskem slog, svetišče ravne oblike s tremi ladjami.
Leta 910 je ustanovitev Kraljevine León privedla do prenosa kraljevega dvora s prvotne lokacije v Oviedu v mesto León, na južni strani Kantabrijskega gorovja. Naselje Oviedo pa je ostalo kot škofovsko mesto, obdano s tipičnim srednjeveškim mestom, ki je postalo pomembna postaja na severnem kraku poti svetega Jakoba. V tem kontekstu je stara bazilika, ki jo je ustanovil Alfonz II, postala stolnica, ki se je v zgodnjem in poznem srednjem veku spreminjala. Stavba, znana kot Cámara Santa ('Sveta komora'), je najpomembnejša ohranjena stavba iz primitivnega predromanskega kraljevskega kompleksa: gre za dvonadstropno stavbo s pravokotnim tlorisom, ki v spodnjem nadstropju skriva več grobov in hrani zbirko kraljevih zakladov in relikvij v zgornjem nadstropju, kot sta znani angelski križ (Cruz de los ángeles) in križ zmage (Cruz de la victoria), oba pomembna simbola asturske monarhije. V 12. stoletju se je Cámara Santa zaradi nenehnega pretoka romarjev in obiskovalcev preoblikovala: takrat je bil hodnik v zgornjem nadstropju okrašen z odlično skupino poznoromanskih stebrov-kipov, ki prikazujejo apostole; dodatno je bil dodan banjast obok, ki je nadomestil nekdanji strop iz lesenih tramov. Drugi romanski element je Torre Vieja (Stari stolp), zvonik s predromanskimi temelji, ki je bil povečan z dodatkom obokane galerije in rebrastega oboka. Poleg tega več arheoloških dokazov kaže na obstoj romanskega križnega hodnika, ki bi bil pred sedanjim gotskim.
V poznem srednjem veku je stolnica v Oviedu doživela velike spremembe in postala najpomembnejša arhitekturna delavnica Asturije: med približno 1300–1550 je bila stara predromanska bazilika in domnevno romanski prostori porušeni in nadomeščeni s sklopom klasičnih in razkošnih gotskih elementov, vključno s kapiteljsko dvorano, križnim hodnikom, glavno kapelo in ladjami. kot tudi zahodna fasada in stolp. Dvorana za kapitelj je bila verjetno zgrajena med letoma 1293-1314: to je najstarejši gotski del stolnice, prosojna, kvadratna dvorana, pokrita z osemstransko kupolo, pod katero se je več plemiških rodov odločilo zgraditi svoje grobnice. Gotski križni hodnik je bil že v teku okoli leta 1300, čeprav je bil dokončan šele sredi 15. stoletja: zgrajen je bil zahvaljujoč velikodušnim prispevkom bratovščine Camara Santa (ustanovljenega leta 1344), več plemiških zavetnikov in kastiljskega kralja Alfonza XI., pa tudi denar, ki so ga zbrali škofovi davkarji. To je pravokoten prostor, obdan z galerijami, katerih okna odražajo razvoj gotskega sloga, od zgodnje klasike do poznega flamboyant.
Končno se je škofija Oviedo odločila za gradnjo nove cerkve: to je pomenilo postopno rušenje stare predromanske bazilike, ki je verjetno veljala za staromodno in neprijetno. Škof Gutierre de Toledo je spodbujal postavitev lastne zasebne pokopne kapele (uničene v zgodnjem novejšem veku) in glavne kapele, poligonalne apside, pred katero je kvadratni odsek: poznogotska oltarna slika in baročni ambulatorij sta spremenila videz tega svetišča, katerega stene so bile prvotno prebodene z dvema nivojema oken. Dela so se razvijala počasi in do leta 1451 je bila zaključena le glavna kapela. Vendar so se v drugi polovici 15. stoletja te razmere obrnile in do leta 1500 sta bila končana oba transepta in tri ladje. Po mnenju nekaterih znanstvenikov je moral obstajati prvi, "splošni" osnutek, ki so ga navdihnili nekateri francoski modeli, na primer stolnica Bayonne: v vsakem primeru bi se ta začetni osnutek spreminjal z napredovanjem gradbenih del. Do leta 1450 najdemo Nicolása de Barja in Nicolása de Bruselasa, dva mojstra graditelja iz Severne Evrope, ki sta nadzorovala delo v Oviedu: očitno so bile njune usmeritve, ko je bil predstavljen nov razkošen slog. Za njima sta španska mojstra Juan de Candamo (med 1458-1489) in Bartolomé de Solórzano (med 1492-1498) prevzela stolnično delavnico, zgradila osrednjo in stranski ladji ter inovativne oboke glavne ladje, z več rebri in ločenimi okrašenimi deli. Do leta 1500 je bila stolnica skoraj končana, z izjemo zahodne fasade: istega leta je mojster graditelj Juan de Badajoz "el Viejo" ('starejši') postal novi direktor škofovske delavnice in začel gradnjo uglednega narteksa, ki bi tvoril prostoren prehod, in bi deloval kot pokrita ulica: spomniti se je treba, da je bila prvotna okolica stolnice Ovieda natrpana s hišami, sprehajalna območja pa so bila zelo ozka, zato je ta narteks podoben ulici ponudil zanimivo urbanistično rešitev. Sprva naj bi ta narteks nadgradila dva stolpa dvojčka, po letu 1507 pa se je škofija Oviedo odločila zgraditi le stolp, ki so ga postavili nad južnimi vrati narteksa: kljub tradicionalnim poročilom se ta odločitev ni odzvala na pomanjkanje sredstev, ker je bila stolnica pravzaprav dobro financirana delavnica. Dejansko je bila postavitev velikega enotnega zvonika namesto dveh manjših stolpov dvojčkov priljubljena rešitev v poznem srednjem veku v krajih, kot so južna Nemčija, Švica in atlantska obala Francije. Veličastni stolp v stolnici Oviedo je bil dokončan leta 1551 po zaporednem posredovanju mojstrov graditeljev Pedra de Buerasa, Pedra de la Tijere in Juana de Cerecedoa "el Viejo": leta 1575 je strela uničila prvotni preboden stolp, ki ga je obnovil Rodrigo Gil de Hontañón, in združuje gotske in renesančne elemente. Oltarna slika glavne kapele, ki združuje kipe in slike v pozlačenem lesenem okvirju, je odličen primer prehoda iz pozne gotike v renesanso.
V času zgodnje moderne dobe je stolnica v Oviedu dobila nove dodatke, vključno z ambulatorijem (ki ga je zasnoval Juan de Naveda in je bil zgrajen v prvih letih 17. stoletja), pa tudi zakristijo in več baročnih stranskih kapel (Capilla de Santa Bárbara, Capilla de los Vigiles, Capilla de Santa Eulalia de Mérida). V 18. stoletju so sosednjo cerkev Santa María del Rey Casto-staro, predromansko baziliko, ki jo je kralj Alfonz II. zgradil kot pogrebni panteon za astursko monarhijo,  podrli in jo nadomestili z novo, poznobaročno kapelo z bujnim okrasjem. V zgodnjem novejšem obdobju je bila stolnica opremljena z več oltarnimi slikami.
Večja obnova stolnega kompleksa se je začela s predhodnimi študijami leta 1995 na zahtevo Kneževine Asturije. Pod pokroviteljstvom španskega nacionalnega načrta za stolnice (špansko Plan National de Catedrales) je bil kompleks obnovljen v letih 1998-2002 za skupni proračun 764.623,55 EUR.

### Križni hodnik
Križni hodnik je gotski in je bil zgrajen v različnih fazah med letoma 1300 in 1441, ker so delo večkrat prekinile finančne težave. Je pravokoten, 27 × 32 m, dolgi stranici tvorijo štiri, kratke pa tri traveje. Ta križni hodnik je nadomestil romanskega predhodnika iz 12. stoletja. V 18. stoletju je kompleks dokončno spremenil arhitekt Riva Ladrón de Guevara, ko je bilo dodano zgornje nadstropje. Zaradi dolgega obdobja, v katerem se je delalo, vsebuje različne arhitekturne sloge med romansko in baročno s poudarkom na različnih gotskih oblikah. Križni hodnik ima skupaj 167 izklesanih kapitelov, s kraljevskim lovskim prizoriščem in božjim Jagnjetom, ki prihaja iz porušenega romanskega samostana.

## Oprema
Na čelu južne stranske ladje, na stebru južnega loka transepta, je podoba Odrešenika, kip iz 13. stoletja. To je bil pomemben cilj romarjev.
Glavni oltar je posvečen Odrešeniku. Retabel je leta 1511 začel Giralte de Bruselas, leta 1531 pa sta ga dokončala Juan de Balmaseda in Miguel Bingeles. Pri velikosti 12 × 12 m je »velik tudi po španskih merilih«. Prikazuje 24 prizorov iz Jezusovega življenja.
Hornacina de la Hidria izvira iz 15. stoletja. Po legendi niša vsebuje eno od 6 posod s poroke v Kani. Stoletja je bil romarski cilj. Posoda drži 100 litrov in je javnosti prikazana 21. septembra, na praznik evangelista Mateja. Ob tej priložnosti se iz nje pije prej blagoslovljena voda.

## Cámara Santa
Stolnica se je imenovala tudi Sancta Ovetensis ; zaradi količine in kakovosti relikvij, ki jih vsebuje Santa Cámara (Sveta soba). Sveta soba je edini ohranjeni del starodavnega srednjeveškega kompleksa. Zgrajena je bila tako, da hrani relikvije in zaklade, povezane z astursko monarhijo, kot so križ angelov, križ zmage in škatla z agatom ali skrinja iz agata.
"Camara Santa" s častitljivimi relikvijami je glavna značilnost stolnice. Škof Pelagij pripoveduje, da je Agatovo skrinjo, skrinjo, ki so jo izdelali apostolovi učenci in vsebuje najdragocenejše relikvije Svetega mesta, odnesel iz Jeruzalema v Afriko in jo je po bivanju na več lokacijah končno postavil v Oviedo Alfonz II. V 16. stoletju jo je škof Cristóbal de Sandoval y Rojas želel odpreti, a je ni, ker ga je premagal verski strah.

## Grobnice
- sveti Evlogij iz Córdobe
- Fruela I. Asturski
- Munia iz Álave, žena Fruela I.
- Teresa Ansúrez, žena Sancha I. Leonskega
- Alfonz III. Asturski
- Jimena iz Pamplone, žena Alfonsa III. Asturskega
- Sveta Leokadija, relikvije so se kasneje preselile iz Ovieda
- sveti Pelagij (912-925)
- García I. Leonski
- Ordoño I. Asturski
- Ramiro I. Asturski

## Status zaščite
Kompleks z okolico je španski kulturni spomenik in je od leta 2007 vključen na seznam spomenikov.
Cámara Santa je leta 1998 UNESCO razglasil za svetovno dediščino, razširitev vpisa, ki je bil opravljen leta 1985.
Leta 2015 je bila stolnica vključena tudi na seznam svetovne dediščine med širitvijo območja svetovne dediščine Camino de Santiago v Španiji.